# Richmond Pearson
Richmond Mumford Pearson, Jr. fue un diplomático estadounidense y miembro de la Cámara de Representantes de los Estados Unidos por Carolina del Norte.

## Biografía
Richmond Mumford Pearson, Jr. nació el 26 de enero de 1852 en Richmond Hill en el condado de Yadkin, Carolina del Norte, el cuarto de cinco hijos del juez de la Corte Suprema de Carolina del Norte, Richmond Mumford Pearson.
Pearson estudió derecho y fue admitido en el colegio de abogados en 1874. El mismo año fue nombrado cónsul de Estados Unidos en Verviers y Lieja, Bélgica, cargo al que renunció en 1877.
En 1882 se casó con su esposa, Gabrielle Thomas. Tuvieron cuatro hijos.
Pearson fue elegido para un mandato (1884-1886) en la Cámara de Representantes de Carolina del Norte y luego para dos mandatos consecutivos en la Cámara de los Estados Unidos, de 1895 a 1899. Cuando se postuló para la reelección en 1898, inicialmente fue declarado perdedor y William T. Crawford el ganador. Pero impugnó con éxito las elecciones y ocupó el cargo durante la última mitad del 56.º Congreso (10 de mayo de 1900 a marzo de 1901).
El presidente Theodore Roosevelt nombró a Pearson cónsul en Génova en 1901, embajador en Persia en 1902 y embajador en Grecia y Montenegro en 1907. Se retiró del servicio diplomático en 1909 y vivió la mayor parte de su vida posterior en su casa de Asheville, Carolina del Norte, llamado "Richmond Hill" (el mismo nombre que la casa de su padre en el condado de Yadkin). Fue allí donde murió en 1923.